# Rue de Paris, temps de pluie
Rue de Paris, temps de pluie (Nederlands: Straat in Parijs, regenachtig weer, Engels: Paris Street; Rainy Day) is een olieverfschilderij uit 1877 van Gustave Caillebotte. Het is een van de bekendste werken van deze impressionistische schilder. Op de derde tentoonstelling van de impressionisten (1877) werd het voor de eerste keer geëxposeerd. Sinds 1964 bevindt het zich in de collectie van het Art Institute of Chicago. Gloria Groom, conservator van het museum, noemde dit werk "het grote schilderij van het stedelijke leven aan het eind van de negentiende eeuw".

## Voorstelling
Het schilderij geeft het straatbeeld dat ontstond door de stadsvernieuwing van Georges-Eugène Haussmann in Parijs goed weer. Voor die tijd was het voor voetgangers onmogelijk om ook in de regen op straat te wandelen, omdat een trottoir en goede afwatering ontbraken. De locatie die het schilderij afbeeldt, is bekend: de Place de Dublin, een druk kruispunt in de buurt van het Gare Saint-Lazare in het 8e arrondissement. Van links naar rechts zijn de Rue de Moscou, de Rue Clapeyron en de Rue de Turin te zien. Caillebotte bezat onroerend goed in deze omgeving en de studio van Manet was vlakbij gelegen.
In Caillebottes schilderij staan de gebouwen verder uit elkaar dan in werkelijkheid het geval is. Het is alsof de schilder gebruik heeft gemaakt van een groothoeklens, een manier om het gehele plein in beeld te brengen. De schilder liet zich in meerdere opzichten door de fotografie inspireren. Het focus van het schilderij ligt op de voetgangers en rijtuigen in het midden, die scherp zijn afgebeeld. Zowel de personen op de voorgrond als de gebouwen en mensen op de achtergrond zijn (licht) onscherp geschilderd.
Ondanks het regenachtige weer zijn er veel wandelaars en enkele rijtuigen op straat. In het bijzonder vallen de man en vrouw met paraplu rechts op de voorgrond op. Nog verder naar rechts is een deel van een andere passant te zien die zijn paraplu opzij steekt om een botsing met het koppel te voorkomen.
Hoewel de keuze om een vluchtig, alledaags moment af te beelden kenmerkend is voor het impressionisme, is Caillebottes schilderstijl dat zeker niet. Het schilderij werd geenszins vluchtig geschilderd, maar gedegen voorbereid, waarvan veel voorbereidende schetsen getuigen. Veel details zijn nauwkeurig uitgewerkt zoals de kleding van het koppel op de voorgrond.

## Herkomst
- 1894: na het overlijden van de artiest kwam het schilderij in bezit van zijn broer Martial Caillebotte.
- 1900: toegekomen aan Georges Minoret, Château de Montglat, Provins, zwager van Martial Caillebotte.
- 1950: toegekomen aan mevr. Chardeau (geboren Genevieve Caillebotte), Parijs, dochter van Martial Caillebotte.
- rond 1964: verkocht aan Walter P. Chrysler, Jr., New York.
- 1964: verkocht aan het Art Institute.

## Afbeeldingen

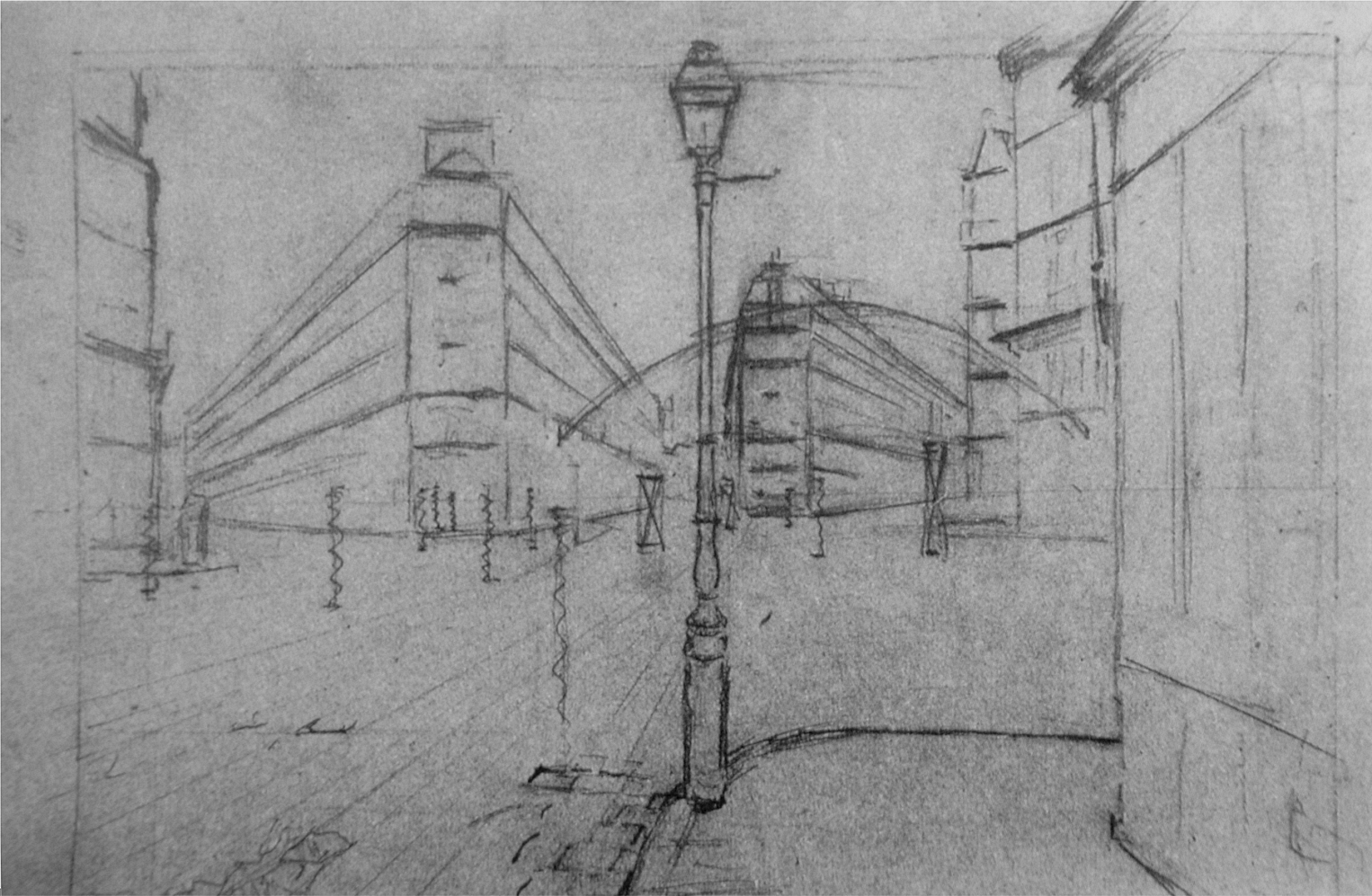
schets
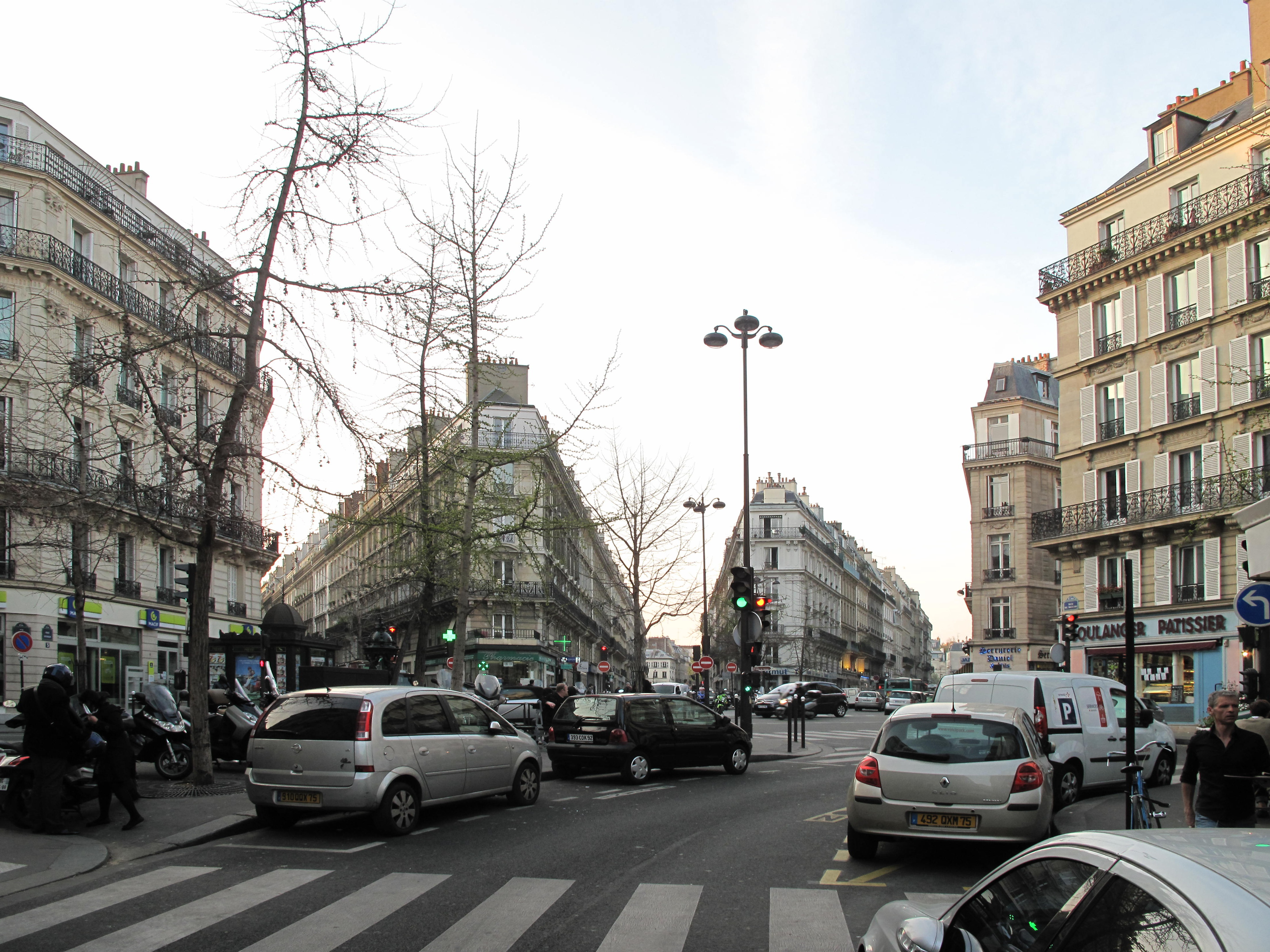
eigentijdse foto (2011) van de Place de Dublin